# High Newton
High Newton – przysiółek w Anglii, w Kumbrii, w dystrykcie (unitary authority) Westmorland and Furness. Leży 75 km na południe od miasta Carlisle i 355 km na północny zachód od Londynu.